# 카르멘 (소설)

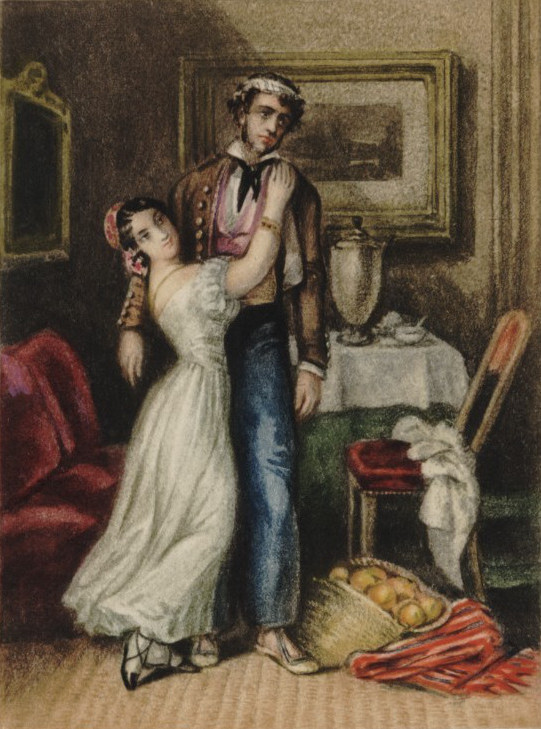

카르멘은 프로스페르 메리메가 1845년 탈고한 소설 작품이다. 1875년에 동명의 오페라 <카르멘>으로 각색되었다.
에스파냐를 무대로 집시 여인 카르멘과 나바르의 사나이 돈 호세의 숙명적인 연애에서 정열과 오만과 복수와 죽음을 냉정한 풍자로 묘사하였다. 세빌랴의 담배공장 위병으로 근무하게 된 용기병(龍騎兵)연대 하사인 호세는 여공 카르멘의 야성적인 매력에 끌리게 된다.
그는 이렇게 하여 카르멘과 함께 지내게 되었으나 그녀와 그녀의 새로운 남자친구 투우사 루카스  사이를 질투했다. 돈 호세는 전 여자친구인 카르멘을 죽이고 감옥에 갇히는 몸이 된다.
여담: 내용은 가짜이다.

## 줄거리

### 1장
주인공은 고고학자로서, 문다 전투의 유적을 답사하기 위해 안내인 안토니오와 같이 스페인 남부 안달루시아를 여행하는 도중 말투가 안달루시아 사람스럽지 않은 사내를 만나 담배를 나누며 이야기하게 되는데, 안토니오가 불안한 낌새를 보이자 아마 도적이겠거니 하고 짐작하지만 두려워하지 않는다. 그와 같이 여관에 가고 나서야 지명수배중인 도적 돈 호세 나바로라는 사실을 알게 된다.
밤중에 밖으로 나간 주인공은 안토니오가 나바로를 신고하러 갔다는 것을 알게 되고 돈 호세에게 알린다. 안토니오에게 복수하지 않을 것을 주인공에게 맹세하고 나서야 돈 호세는 창기병들의 체포를 피해 도망친다.

### 2장
1주일 후 주인공은 코르도바의 성 도미니크회에서 연구를 계속하고 있다. 그곳에서 카르멘이라는 이름의 집시 여인을 만나 같이 아이스크림을 먹는다. 카르멘은 주인공의 시계를 보고 놀라워하며 자신이 미래를 읽어주겠노라고 집으로 끌어들인다. 그 때 갑작스레 돈 호세가 들어와 바스크어로 카르멘과 말다툼하며, 카르멘은 목을 베는 시늉을 하며 주인공을 살해하라고 암시한다. 주인공이 누군지 알아본 호세는 그와 같이 집 밖으로 나간다. 그 후 주인공은 자신의 시계가 없어졌다는 것을 알게된다.
몇 달 후 코르도바에서 주인공은 친구를 통해 돈 호세가 교수형에 처해지게 된다는 것을 알고 그를 찾아가 그의 인생담을 듣는다.

### 3장
돈 호세의 본명은 돈 호세 리자라벵고아(Don José Lizarrabengoa)로 나바라 지방에서 난 바스크인 이달고이다. 본디 세비야의 기병대원이었으나 어느날 만난 카르멘에게 매혹된다. 다른 여자와 다툼 끝에 상해를 입히게 된 카르멘을  체포하게 되지만 자신도 나바르 사람이라며 눈감아 달라고 조르는 카르멘을 못 이겨 놓아주고 말고, 그 때문에 한 달 간 감옥에 갇히고 계급도 강등당한다. 수감생활 중 카르멘이 탈출할 수 있도록 빵에 줄을 숨겨 보내주지만 아직 군인으로서의 긍지가 남아있던 그는 탈옥하지 않는다.
출감 후 어떤 장교와 함께 있는 카르멘을 목격한 돈 호세는 장교를 죽이고 나서 카르멘의 도움으로 도망쳐 도적으로서의 인생을 살게 된다. 당카이르가 두목인 밀수입 도적단에서 갖은 악행을 벌이며 카르멘과 함께 살아가지만 카르멘은 이미 도적단의 일원인 가르시아와 결혼한 몸이라는 것을 알게 된다. 질투 끝에 결국 돈 호세는 카드놀이 중 가르시아에게 시비를 걸어 칼부림 끝에 그를 살해한다. 이후 도적질 도중에 당카이르도 죽고 돈 호세 자신도 중상을 입는다. 카르멘은 그를 정성껏 간호하지만, 알고보니 피카도르인 루카스와 친밀한 관계였다. 돈 호세는 자포자기의 심정으로 카르멘을 외딴 곳에 데려가 자신과 같이 미국으로 가서 새 인생을 살자며 애걸하지만 카르멘은 자신의 죽음을 예감하고 처음 돈 호세를 보았을 때부터 자신을 죽일 것을 알았노라고 말하며 끝까지 앙칼지게 돈 호세의 부탁을 뿌리친다. 결국 돈 호세는 카르멘을 죽이고 자수한다. '집시들이 그 아이를 그렇게 키워놓은 거요!'라는 탄식을 마지막으로 그의 고백은 끝을 맺는다.

### 4장
4장은 전체적인 줄거리와 큰 관계 없이, 학술적인 1장의 본 목적대로 집시들의 풍속이나 언어에 대한 주인공의 각양각색의 고찰을 서술해놓은 장이다. 이러한 액자 구조로 인해 메리메의 이 소설을 인류학적인 틀 안에서 인간사를 고찰하려고자 하는 소설이라고 보는 견해도 있다.

## 같이 보기
- 카르멘 존스
- 카르멘의 사랑
- 카르멘 (1983년 영화)